# Mats van Sabben
Mats van Sabben (26 de agosto de 2000) es un deportista neerlandés que compite en remo. Ganó una medalla de plata en el Campeonato Europeo de Remo de 2025, en la prueba de cuatro scull.

## Palmarés internacional
| Campeonato Europeo | Campeonato Europeo | Campeonato Europeo | Campeonato Europeo |
| Año                | Lugar              | Medalla            | Prueba             |
| ------------------ | ------------------ | ------------------ | ------------------ |
| 2025               | Plovdiv (Bulgaria) | Medalla de plata   | Cuatro scull       |